# Zdzisław Rutkowski

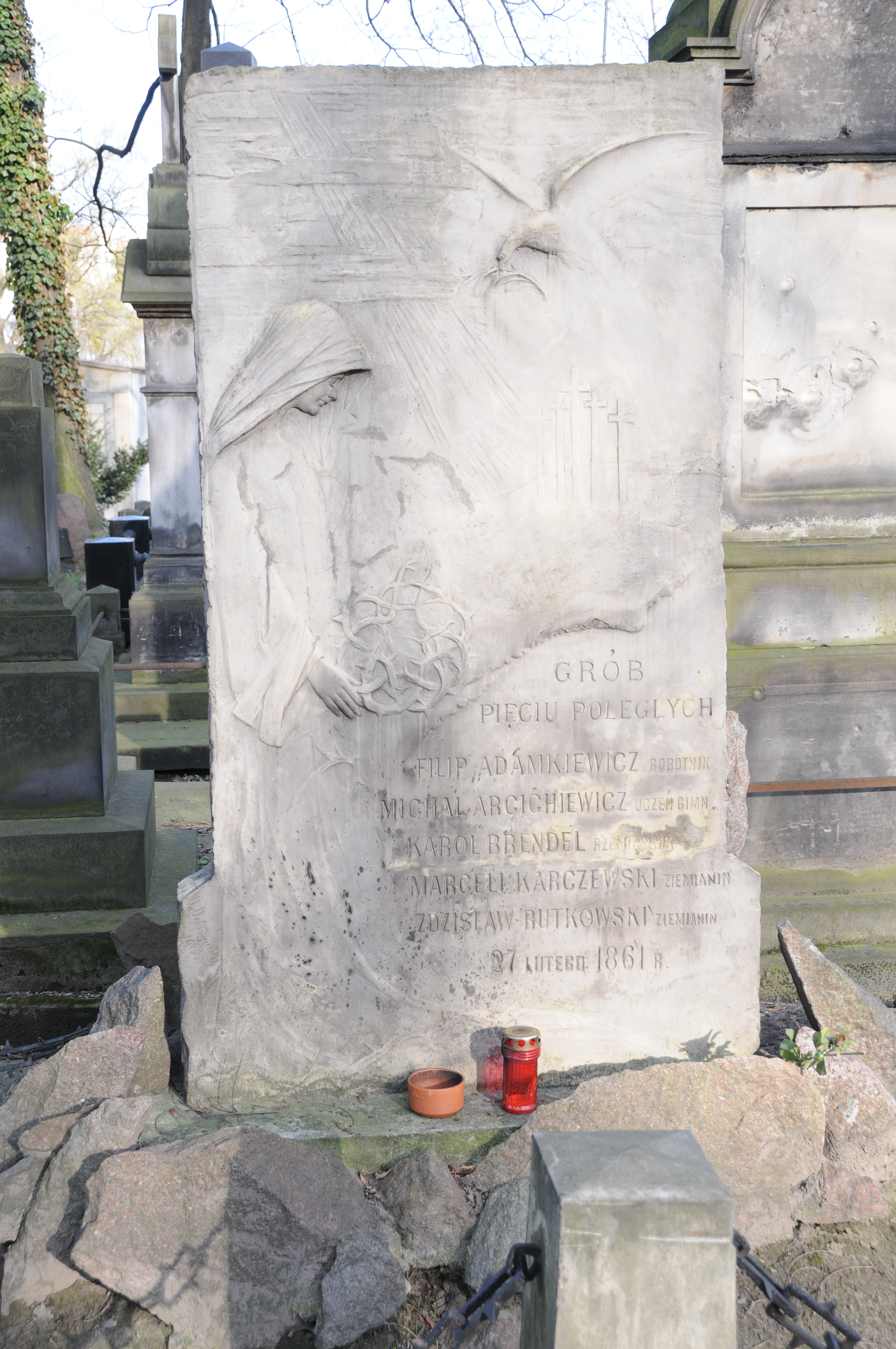
Grób pięciu poległych na warszawskich Powązkach

Zdzisław Rutkowski (ur. 1838 – zm. 27 lutego 1861 w Warszawie) – ziemianin.
Posiadacz ziemski z Jaszowic. Był członkiem Towarzystwa Rolniczego, jeden z pięciu poległych podczas manifestacji patriotycznej. Został pochowany na cmentarzu Powązkowskim (kwatera 178-6-28).